# SN 1991S
SN 1991S – supernowa typu Ia odkryta 1 kwietnia 1991 roku w galaktyce UGC 5691. Jej maksymalna jasność wynosiła 17,78m.